# Neoneura
Neoneura – rodzaj ważek z rodziny łątkowatych (Coenagrionidae). Obejmuje gatunki występujące w Ameryce Północnej i Południowej – od południa USA po środkową Argentynę.

## Systematyka
Takson ten utworzył w 1860 roku Edmond de Sélys Longchamps jako podrodzaj rodzaju Protoneura. Zaliczył do niego dwa nowo opisane przez siebie gatunki: Neoneura rubriventris i Neoneura bilinearis. Początkowo rodzaj został zaliczony do rodziny Agrionidae (fr. Agrionidêes), później umieszczano go w Protoneuridae. W 2013 roku Klaas-Douwe B. Dijkstra i współpracownicy w oparciu o badania filogenetyczne przenieśli Neoneura do rodziny łątkowatych (Coenagrionidae). Obecnie (2022) do rodzaju zaliczanych jest 29 gatunków.

### Podział systematyczny
Do rodzaju należą następujące gatunki:

- Neoneura aaroni Calvert, 1903
- Neoneura amelia Calvert, 1903
- Neoneura anaclara Machado, 2005
- Neoneura angelensis Juillerat, 2007
- Neoneura bilinearis Selys, 1860
- Neoneura carnatica Hagen in Selys, 1886
- Neoneura confundens Wasscher & Van't Bosch, 2013
- Neoneura cristina Rácenis, 1955
- Neoneura denticulata Williamson, 1917
- Neoneura desana Machado, 1989
- Neoneura esthera Williamson, 1917
- Neoneura ethela Williamson, 1917
- Neoneura fulvicollis Selys, 1886
- Neoneura joana Williamson, 1917
- Neoneura jurzitzai Garrison, 1999
- Neoneura kiautai Machado, 2007
- Neoneura leonardoi Machado, 2005
- Neoneura lucas Machado, 2002
- Neoneura luzmarina De Marmels, 1989
- Neoneura maria (Scudder, 1866)
- Neoneura mariana Williamson, 1917
- Neoneura moorei Machado, 2003
- Neoneura myrthea Williamson, 1917
- Neoneura paya Calvert, 1907
- Neoneura rubriventris Selys, 1860
- Neoneura rufithorax Selys, 1886
- Neoneura schreiberi Machado, 1975
- Neoneura sylvatica Hagen in Selys, 1886
- Neoneura waltheri Selys, 1886